# Community Assistance for Reconstruction, Development, and Stabilisation
Das Programm Community Assistance for Reconstruction, Development, and Stabilisation (deutsch Gemeinschaftshilfe für Wiederaufbau, Entwicklung und Stabilisierung, kurz CARDS) war ein Instrument der EU für die finanzielle Unterstützung der westlichen Balkanländer, insbesondere der Länder Kroatien, Bosnien und Herzegowina, Serbien, Montenegro, Nordmazedonien, Kosovo und Albanien. Es wurde im Jahr 2000 durch die Verordnung 2666/2000 des Rates geschaffen.
Das Programm wurde 2001 auf der Grundlage eigener Verordnungen aufgenommen, nachdem es zunächst Projekte unterstützte, die zuvor durch die Programme PHARE und OBNOVA finanziert wurden. Das Programm war ein Finanzinstrument des Stabilisierungs- und Assoziierungsabkommen (SAA) der EU für Länder mit Beitrittsperspektive. Für alle CARDS-Maßnahmen waren im Zeitraum 2000–2006 insgesamt 4,65 Mrd. € bereitgestellt worden. Mit der Verordnung (EG) Nr. 1085/2006 des Rates wurde das Programm zum 1. Januar 2007 durch das Instrument für Heranführungshilfe (IPA) ersetzt, welches Reformen der EU-Beitrittskandidaten fördert.

## Ziele
Das Hauptziel des Programms war die Unterstützung von Wiederaufbau, Entwicklung und Stabilisierung der europäischen Länder mit einer Beitrittsperspektive zur EU. Nach einer anfänglichen Konzentration auf den Wiederaufbau nach den Jugoslawienkriegen und in der Zeit nach dem Kommunismus hat sich die Aufmerksamkeit des Programms jedoch weitgehend auf Projekte zum Aufbau von Institutionen verlagert. Die festgelegten Ziele waren:
- Wiederaufbau, demokratische Stabilisierung, Aussöhnung und Rückkehr der Flüchtlinge
- Entwicklung der Institutionen und der Gesetzgebung, einschließlich der Harmonisierung mit den Normen und Konzepten der Europäischen Union, um die Demokratie und die Rechtsstaatlichkeit, die Menschenrechte, die Zivilgesellschaft und die Medien sowie das Funktionieren der freien Marktwirtschaft zu unterstützen
- nachhaltige wirtschaftliche und soziale Entwicklung, einschließlich Strukturreformen
- Förderung engerer Beziehungen und regionaler Zusammenarbeit zwischen den Ländern sowie zwischen diesen, der EU und den mitteleuropäischen Beitrittsländern[3].

## Verwaltung des Programms
Die Zuständigkeit für das Programm lag zunächst bei der Europäische Agentur für Wiederaufbau zur Durchführung der Gemeinschaftshilfen. Es verfügte über ein duales Verwaltungssystem: ein Teil des Programms deckte Serbien, Montenegro und Mazedonien ab und wurde von der in Thessaloniki ansässigen Europäischen Agentur für Wiederaufbau (EAR) verwaltet. Der Rest der Gemeinschaftshilfe wurde in einem dezentralen System von den Delegationen der Europäischen Kommission in Kroatien, Bosnien und Herzegowina und Albanien verwaltet. Das Programm verfügte auch über eine regionale Komponente, die 10 % der Gesamtunterstützung ausmacht. Dies war ein recht innovatives Merkmal im Vergleich zu früheren Hilfsprogrammen, der der Schwerpunkt der EU auf die regionale Zusammenarbeit in den westlichen Balkanstaaten lag. Zwei umfangreiche CARDS-Evaluierungen wurden durchgeführt, die beide Teile des Programms abdeckten, nämlich den Teil, der unter die CARDS-Verordnung (Verordnung 2666/2000 des Rates) fällt, und den Teil, der unter die EAR-Verordnung (Verordnung 2667/2000 des Rates) fällt, wobei auch Vorschläge für die Zukunft der Agentur gemacht wurden.
Für jedes Land wurde ein Länderstrategiepapier mit einem strategischen Rahmen ausgearbeitet. Diese enthielten Mehrjahresrichtprogramme und jährliche Aktionspläne und bildeten somit die Grundlage für die Programme. Nach der Agenda von Thessaloniki 2003 und der Verabschiedung von Maßnahmen der Heranführungshilfen wurden mit jedem Land „Europäische Partnerschaften“ gegründet, die die Grundlage für die weiteren CARDS-Hilfen bildeten. Das CARDS-Programm endete 2006, die Gemeinschaftshilfen wurden jedoch im Folgeprogramm IPA weitergeführt.